# Вайдаг
Вайда́г (Euplectes) — рід горобцеподібних птахів родини ткачикових (Ploceidae). Представники цього роду мешкають в Африці на південь від Сахари.

## Види
Виділяють сімнадцять видів:
- Вайдаг золотистий (Euplectes afer)
- Вайдаг діадемовий (Euplectes diadematus)
- Вайдаг чорний (Euplectes gierowii)
- Вайдаг занзібарський (Euplectes nigroventris)
- Вайдаг чорнокрилий (Euplectes hordeaceus)
- Вайдаг вогнистий (Euplectes orix)
- Вайдаг червоний (Euplectes franciscanus)
- Вайдаг сан-томейський (Euplectes aureus)
- Вайдаг товстодзьобий (Euplectes capensis)
- Вайдаг червоноплечий (Euplectes axillaris)
- Вайдаг жовтоплечий (Euplectes macroura)
- Вайдаг болотяний (Euplectes hartlaubi)
- Вайдаг малавійський (Euplectes psammacromius)
- Вайдаг білокрилий (Euplectes albonotatus)
- Вайдаг великий (Euplectes ardens)
- Вайдаг великохвостий (Euplectes progne)
- Вайдаг кенійський (Euplectes jacksoni)

## Етимологія
Рід отримав назву Euplectes походить від сполучення слів дав.-гр. ευ — добрий і πλεκω — плести.